# Судебно-психиатрическая экспертиза
Суде́бно-психиатри́ческая эксперти́за (СПЭ) — это вид судебной экспертизы, проводимый с использованием специальных знаний в области психиатрии. Судебно-психиатрическая экспертиза бывает амбулаторной, стационарной и посмертной. Судебно-психиатрическая экспертиза назначается в уголовном или гражданском процессе, когда возникает необходимость в специальном психиатрическом исследовании обвиняемого, подозреваемого, свидетеля, потерпевшего, гражданского истца и ответчика.

## Виды судебно-психиатрической экспертизы
- судебно-психиатрическая экспертиза (один эксперт-психиатр),
- комиссионная судебно-психиатрическая экспертиза (трое[3] и более экспертов психиатров),
- комплексная судебная психолого-психиатрическая экспертиза,
- комплексная судебная сексолого-психиатрическая экспертиза,
- комплексная судебная нарколого-психиатрическая экспертиза,
- комплексная судебная психолого-сексолого-психиатрическая экспертиза.

## История развития судебно-психиатрической экспертизы
Судебно-психиатрическая экспертиза развивалась на основе достижений судебной психиатрии как науки (см. Психиатрия). В России впервые о неответственности психически больных из-за невозможности их привлечения в качестве свидетелей упоминается в 1669 году в Новоуказных статьях. В 19 веке в России появляется ряд крупных работ по судебной медицине с судебно-психиатрическими рекомендациями (А. Н. Пушкарев,В. X. Кандинский, С. С. Корсаков, В. П. Сербский и др.), разрабатываются научные основы психиатрической экспертизы, критерии невменяемости и др. Однако в уголовном законодательстве дореволюционной России не было определенных положений о судебно-психиатрической экспертизе. Основы советской экспертизы судебно-психиатрической впервые нашли отражение в «Положении о психиатрической экспертизе», утвержденном Наркомздравом РСФСР в 1919 году. В 1921 году в Москве был создан Институт судебно-психиатрической экспертизы (ныне Всесоюзный ордена Трудового Красного Знамени научно-исследовательский институт общей и судебной психиатрии имени проф. В. П. Сербского М3 СССР).
В первом Уголовно-процессуальном кодексе РСФСР в 1923 году отражены организационные вопросы судебно-психиатрической экспертизы. В 1958 году Верховный Совет Союза ССР утвердил «Основы уголовного законодательства Союза ССР и союзных республик», в которых дана четкая формулировка невменяемости.

## Заключение судебно-психиатрической экспертизы
По итогам судебно-психиатрической экспертизы составляется заключение в письменном виде за подписью всех проведших её экспертов и скрепляется печатью учреждения, в котором она проводилась. Срок составления экспертного заключения — не более 10 дней после окончания экспертных исследований и формулирования экспертных выводов. Оно состоит из трёх частей: вводной, исследовательской (включающей анамнестический раздел, описание соматического, неврологического и психического состояния, при комплексной экспертизе — психологического, сексологического состояния подэкспертного), выводов. Заключение судебно психиатрической экспертизы для суда необязательно и оценивается судом по правилам, установленным в статье 67 Гражданского Процессуального Кодекса. Несогласие суда с заключением должно быть мотивировано в решении или определении суда.